# Modelo Agrometeorológico
Modelo agrometeorológico consiste na representação da relação entre a produtividade, ou estado de desenvolvimento, de culturas agrícolas (de grãos, por exemplo) e variáveis meteorológicas (temperatura, radiação PAR, disponibilidade de água, graus-dia acumulados, evapotranspiração). Esse modelo considera as exigências de uma determinada cultura durante seu desenvolvimento de modo que se elas não são atendidas por completo a produtividade potencial é penalizada e a produtividade final é estimada.
Uma variação dos modelos agrometeorológicos é o modelo agrometeorológico-espectral. Esse modelo considera variáveis espectrais (relacionadas às características de interação com a radiação) da cultura além das variáveis meteorológicas. Em muitos casos índices de vegetação são usados para resumir a informação espectral.

## SBAGRO
A SBRAGO(sociedade brasileira de agrometeorologia) é uma  entidade com personalidade jurídica de associação civil, direito privado, sem fins lucrativos e econômicos, registrada pelo 2o. Oficial de Registro de Títulos e Documentos Civil de Pessoa Jurídica de Campinas, SP. 
A fundação da Sociedade Brasileira de Agrometeorologia ocorreu em 29 de março de 1973, durante a realização da II Semana de Estudos de Meteorologia Agrícola realizada em Curitiba, PR, com o nome de Sociedade Brasileira de Meteorologia Agrícola. A denominação atual da SBA lhe foi atribuída durante a realização do I Congresso Brasileiro de Agrometeorologia, em julho de 1979, na cidade de Mossoró, RN. 

Sua atuação está relacionada às áreas da Agronomia, Meteorologia, Física, Engenharia Agrícola, Hidrologia, Geografia, Biologia, Bioclimatologia, Micrometeorologia, Biofísica, Zoneamento Agrícola,Relações Água-Solo-Planta-Atmosfera, Instrumentação, Sensoriamento Remoto, Geoprocessamento, Estatística,Simulação e Modelagem, Mudanças Climáticas, Recursos Hídricos,Bioenergia e Ambientes Controlados e demais áreas que se relacionam ao estudo do clima aplicado à agricultura, pecuária e florestas.        